# 東近江市立船岡中学校
東近江市立船岡中学校（ひがしおうみしりつ ふなおかちゅうがっこう）は、滋賀県東近江市市辺町にある公立中学校。

## 沿革
- 1981年（昭和56年）1月29日 - 蒲生中組合分離解散決議調印（創立記念日）
- 1982年（昭和57年）4月1日 - 八日市市立船岡中学校開校
- 2005年（平成17年）2月11日 - 八日市市をはじめとする1市4町の合併により東近江市となり、東近江市立船岡中学校に改称
- 2007年（平成19年）3月28日 - 新体育館竣工
- 2012年（平成24年）9月30日 - 新校舎竣工

## 通学区域
旧八日市市の南部～西部
- 東近江市立布引小学校校区の一部
- 東近江市立八日市西小学校校区の全域

## 交通アクセス
- 近江鉄道八日市線市辺駅下車し徒歩1分